# U-610
U-610 – niemiecki okręt podwodny typu VIIC z okresu II wojny światowej. Wyporność okrętu wynosiła 769 ton w położeniu nawodnym i 871 ton pod wodą, a jego główną bronią było 14 torped kalibru 533 mm wystrzeliwanych z pięciu wewnętrznych wyrzutni. Jednostka rozwijała na powierzchni prędkość ponad 17 węzłów, osiągając zasięg 8500 Mm przy prędkości 10 węzłów.
Jednostka została zwodowana 24 grudnia 1941 roku w stoczni Blohm & Voss w Hamburgu, a 19 lutego 1942 roku wcielono ją do służby w Kriegsmarine. Pływając w składzie 6. Flotylli U-Bootów, okręt odbył cztery patrole bojowe, podczas których zatopił cztery statki o łącznej pojemności 21 273 BRT i uszkodził jeden o pojemności 9551 BRT. 8 października 1943 roku na północny zachód od Irlandii U-610 został zatopiony wraz z całą załogą bombami głębinowymi przez kanadyjską łódź latającą Short Sunderland ze 423. Eskadry RCAF.

## Projekt i budowa
Jednostki typu VIIC były kolejnym ewolucyjnym ulepszeniem najliczniej budowanych w Niemczech okrętów typu VII. Poprzednik – typ VIIB – miał zbyt mały zasięg i za mało miejsca pod pokładem, by można było zainstalować sonar. Opracowany w 1938 roku projekt nowego okrętu różnił się od poprzedniej wersji m.in. zwiększoną grubością blach kadłuba sztywnego (z 16 do 18,5 mm, co zwiększyło maksymalną głębokość zanurzenia z 200 metrów do 250–280 metrów), przedłużeniem kadłuba o 60 cm i kiosku o 30 cm oraz powiększeniem zbiorników paliwa o 5,4 m³, co poprawiło zasięg. Powiększone rozmiary pozwoliły na instalację aktywnego sonaru S-Gerät, który uzupełniał pasywny Gruppenhorchgerät (GHG). Do zakończenia wojny do służby weszło 568 okrętów typu VIIC .
U-610 zamówiono 22 maja 1940 roku . Został zbudowany w stoczni Blohm & Voss w Hamburgu jako jeden z 171 okrętów typu VIIC zamówionych w tej wytwórni . U-610 otrzymał numer stoczniowy 110 (Werk 110) . Stępkę okrętu położono 5 kwietnia 1941 roku, a zwodowany został 24 grudnia 1941 roku .

## Dane taktyczno-techniczne

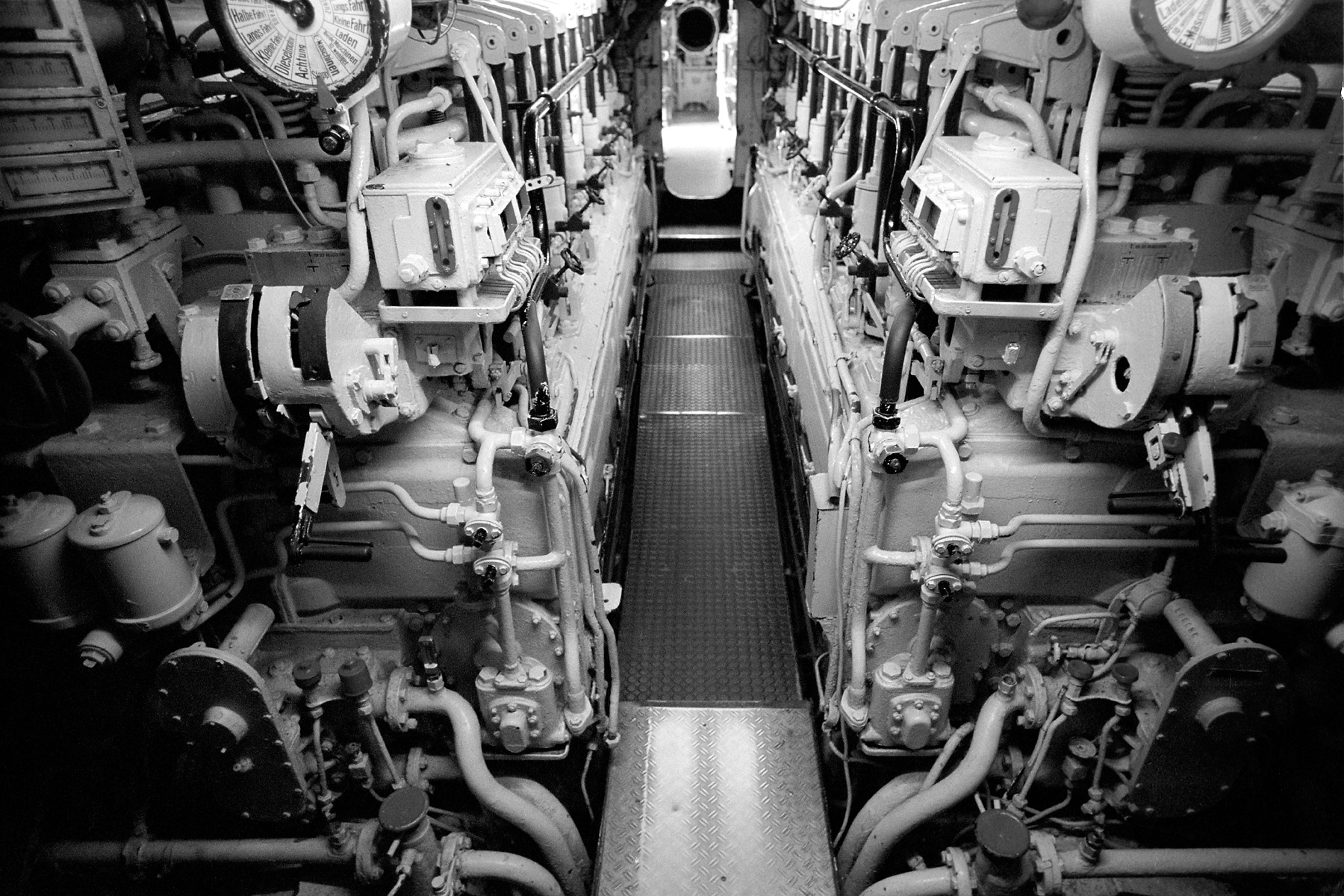
Wnętrze przedziału silników wysokoprężnych

U-610 był średniej wielkości okrętem podwodnym o konstrukcji dwukadłubowej. Długość całkowita wynosiła 67,1 metra, szerokość 6,2 metra i zanurzenie 4,74 metra . Wysokość (od stępki do szczytu kiosku) wynosiła 9,6 metra . Wykonany ze stali pancernej CM 351 o grubości 18,5 mm kadłub sztywny miał 50,5 metra długości i 4,7 metra szerokości. Podzielony był grodziami na sześć przedziałów wodoszczelnych: (od dziobu): I – przedział torpedowy ze sterami głębokości oraz GHG, II – przedział akumulatorów wraz z pomieszczeniami załogi, magazynem amunicji i toaletą, III – centrala z pomieszczeniem wielofunkcyjnym (mieszczącym drugą baterię akumulatorów, pomieszczenia załogi i kambuz), IV – przedział silników spalinowych, V – przedział silników elektrycznych, VI – rufowy przedział torpedowy ze sterami kierunku i głębokości. Kadłub ciśnieniowy otoczony był kadłubem lekkim wykonanym z blach o grubości 4–8 mm. Wyporność w położeniu nawodnym wynosiła 769 ton, a w zanurzeniu 871 ton.
Okręt napędzany był na powierzchni przez dwa 6-cylindrowe, czterosuwowe silniki wysokoprężne Krupp-Germaniawerft F46 z doładowaniem o łącznej mocy 3200 KM przy 470-490 obr./min, a pod wodą poruszał się dzięki dwóm silnikom elektrycznym prądu stałego BBC GG UB720/8 o łącznej mocy 750 KM przy 295 obr./min . Dwa wały napędowe obracały dwie śruby, zapewniając maksymalną prędkość 17–17,6 węzła na powierzchni i 7,6 węzła w zanurzeniu . Zasięg wynosił 8500 Mm przy prędkości 10 węzłów w położeniu nawodnym (3250 Mm przy prędkości maksymalnej) oraz 80 Mm przy prędkości 4 węzłów pod wodą (130 Mm przy 2 węzłach). Zbiorniki mieściły 113,47 tony paliwa, a energia elektryczna magazynowana była w dwóch bateriach akumulatorów AFA 33 MAL 800 E po 62 ogniwa o łącznej pojemności 9160 Ah, masie 62 tony i czasie rozładowania 20 godzin. Dopuszczalna głębokość zanurzenia okrętu wynosiła 100 metrów, a głębokość zgniecenia 250–280 metrów .
Okręt wyposażony był w pięć wyrzutni torped kalibru 533 mm (cztery na dziobie i jedną rufową), z łącznym zapasem 14 torped (wymiennie okręt mógł przenosić 26 min typu TMA lub 39 min typu TMB). Uzbrojenie artyleryjskie stanowiło umieszczone przed kioskiem działo pokładowe kalibru 88 mm SK C/35 L/45, z zapasem amunicji wynoszącym 220–250 naboi oraz pojedyncze działko przeciwlotnicze kalibru 20 mm C/38 L/65 . Jednostka wyposażona też była w pasywny sonar GHG i aktywny S-Gerät, a do obserwacji służyły dwa peryskopy Zeissa: bojowy i nocny .
Załoga okrętu składała się z czterech oficerów oraz 40 podoficerów i marynarzy.

## Służba
U-610 został wcielony do służby w Kriegsmarine 19 lutego 1942 roku . Dowództwo okrętu objął por. mar. (niem. Oberleutnant zur See) Walter Freiherr von Freyberg-Eisenberg-Allmendingen, dowodzący wcześniej U-52 . U-Boot otrzymał numer poczty polowej M 42 489. 1 czerwca dowódca U-610 Walter Freiherr von Freyberg-Eisenberg-Allmendingen otrzymał awans na stopień kpt. mar. (niem. Kapitänleutnant) . Do 30 września 1942 roku załoga jednostki przechodziła szkolenie w składzie 5. Flotylli U-Bootów, operując z Kilonii .

### Pierwszy rejs bojowy
12 września 1942 roku okręt wyszedł z Kilonii, udając się na swój pierwszy wojenny patrol , zostając 1 października przyporządkowany do 6. Flotylli U-Bootów w Saint-Nazaire . W dniach 27 września – 6 października wchodził w skład wilczego stada „Luchs”  . 29 września w odległości około 380 Mm na zachód od wyspy Rockall U-Boot napotkał zbudowany w 1920 roku uzbrojony brytyjski parowiec „Lifland” o pojemności 2254 BRT, płynący z ładunkiem drewna z Pictou do Milford Haven, marudera z konwoju SC-101 . O godzinie 20:58 statek został trafiony pierwszą torpedą; o 21:17 załoga U-610 wystrzeliła drugą, która jednak okazała się niewypałem . O 21:20 odpalono trzecią torpedę, po trafieniu której statek zatonął na przybliżonej pozycji 56°40′N 30°30′W/56,666667 -30,500000, a jego załoga składająca się z kapitana, 25 marynarzy i trzech artylerzystów mimo opuszczenia jednostki w łodziach ratunkowych nie została odnaleziona . 2 października U-610 wykrył konwój HX-209, informując o tym dowództwo, jednak niesprzyjająca pogoda uniemożliwiła zaatakowanie go przez okręty stada „Luchs”.
Między 6 a 20 października U-Boot wchodził w skład wilczego stada „Panther”  . 19 października załoga okrętu spostrzegła zbudowany w 1921 roku uzbrojony amerykański parowiec „Steel Navigator” o pojemności 5718 BRT, płynący pod balastem z Liverpoolu do Nowego Jorku – marudera z konwoju ON-137 . O godzinie 13:03 wystrzelono w jego kierunku trzy torpedy, jednak żadna z nich nie była celna, a statek ostrzelał okręt podwodny, zmuszając go do zanurzenia . O 19:46 U-610 zaatakował ponownie cel dwoma torpedami, tym razem uzyskując trafienie . Statek zatonął na pozycji 49°45′N 31°20′W/49,750000 -31,333333, a z liczącej ośmiu oficerów, 28 marynarzy i 16 artylerzystów załogi w wyniku sztormu uratowanych zostało siedem dni później przez brytyjski niszczyciel HMS „Decoy” (H75) zaledwie 16 rozbitków .
31 października po 50 dniach spędzonych w morzu okręt dotarł do Saint-Nazaire  .

### Drugi rejs bojowy
22 listopada U-610 wyszedł z Saint-Nazaire na swój drugi atlantycki patrol  . Między 29 listopada a 11 grudnia okręt wchodził w skład wilczego stada „Draufgänger”, a od 11 do 13 grudnia został przyporządkowany do stada „Ungestüm”  . W dniach 13–18 grudnia U-Boot operował w ramach wilczego stada „Raufbold”  . Rankiem 16 grudnia okręt wykonał atak torpedowy na statki płynące w konwoju ON-153, wystrzeliwując między 8:36 a 8:38 salwę składającą się z czterech torped . Dwie z nich trafiły w zbudowany w 1930 roku norweski motorowy zbiornikowiec „Bello” o pojemności 6125 BRT, płynący pod balastem z Glasgow do Nowego Jorku . Statek zatonął w ciągu kilku minut na pozycji 51°45′N 23°50′W/51,750000 -23,833333, co uniemożliwiło spuszczenie łodzi ratunkowych i załoga opuściła jednostkę skacząc przez burty . Po około godzinie kapitan i sześciu marynarzy zostało podjętych z wody przez brytyjską korwetę HMS „Pink” (K137); pozostałych 33 członków załogi (28 Norwegów i pięciu Brytyjczyków) poniosło śmierć . Drugą ofiarą salwy okazał się zbudowany w 1937 roku brytyjski motorowy zbiornikowiec „Regent Lion” o pojemności 9551 BRT, który został uszkodzony (w wyniku ataku na jego pokładzie zginęło siedmiu załogantów, w tym kapitan statku) . Podczas panującego tego dnia sztormu jeden z obserwatorów U-Boota złamał rękę .
Okręt powrócił do Saint-Nazaire 26 grudnia, po 35 dniach spędzonych w morzu  .

### Trzeci rejs bojowy
Trzeci atlantycki patrol załogi U-Boota rozpoczął się 8 marca 1943 roku, kiedy to okręt wyszedł z Saint-Nazaire  . Od 14 do 20 marca okręt przyporządkowany był do wilczego stada „Dränger”, a między 23 a 30 marca wchodził w skład stada „Seeteufel”  . 29 marca o godzinie 23:36 U-610 wystrzelił trzy torpedy w kierunku marudera z konwoju HX-230, zbudowanego w 1943 roku amerykańskiego parowca typu Liberty „William Pierce Frye” o pojemności 7176 BRT, płynącego z Bostonu do Barry z ładunkiem o łącznej masie 7500 ton (w tym 750 ton materiałów wybuchowych, pszenica i pięć barek desantowych) . Początkowo statek trafiła jedna torpeda, po czym o 23:40 załoga okrętu podwodnego wystrzeliła kolejną, która spowodowała zatonięcie statku na pozycji 56°57′N 24°15′W/56,950000 -24,250000 . Z liczącej 64 osoby załogi frachtowca (ośmiu oficerów, 32 marynarzy i 24 artylerzystów) uratowało się jedynie siedmiu ludzi, podjętych po pięciu dniach przez brytyjski niszczyciel HMS „Shikari” (D85) .
W dniach 11–27 kwietnia U-Boot operował w ramach wilczego stada „Meise”  . 22 kwietnia podczas sztormowej pogody jeden z obserwatorów U-610 złamał rękę, a okręt wykonał nieskuteczny atak torpedami FAT na statki płynące w konwoju HX-234 . 12 maja po 66 dniach spędzonych w morzu okręt dotarł do Saint-Nazaire  .

### Czwarty rejs bojowy i utrata okrętu
4 września U-610 wyszedł z Saint-Nazaire na swój czwarty atlantycki patrol, jednak już 8 września musiał powrócić do bazy z powodu niesprawności detektora fal radarowych FuMB-9 Wanze . Ponownie w morze okręt wyszedł 12 września . Między 24 września a 8 października U-Boot wchodził w skład wilczego stada „Rossbach” . 1 października okręt podwodny stał się celem nieskutecznego ataku co najmniej dwóch alianckich samolotów . 8 października na północny zachód od Irlandii U-610 został obrzucony bombami głębinowymi przez kanadyjską łódź latającą Short Sunderland J DD863 ze 423. Eskadry RCAF . W wyniku ataku U-Boot został zatopiony na pozycji 55°45′N 24°33′W/55,750000 -24,550000 wraz z całą, liczącą 51 osób załogą, po patrolu trwającym 27 dni  .

### Podsumowanie działalności bojowej
U-610 odbył cztery patrole bojowe, spędzając w morzu 183 dni . W ich trakcie zatopił cztery statki o łącznej pojemności 21 273 BRT i uszkodził jeden o pojemności 9551 BRT, na pokładach których zginęły 162 osoby . Pełne zestawienie strat przedstawia poniższa tabela :
| Data                 | Nazwa                 | Państwo           | Tonaż       | Los jednostki |
| -------------------- | --------------------- | ----------------- | ----------- | ------------- |
| 29 września 1942     | „Lifland”             | Wielka Brytania   | 2254        | zatopiony     |
| 19 października 1942 | „Steel Navigator”     | Stany Zjednoczone | 5718        | zatopiony     |
| 16 grudnia 1942      | „Bello”               | Norwegia          | 6125        | zatopiony     |
| 16 grudnia 1942      | „Regent Lion”         | Wielka Brytania   | 9551        | uszkodzony    |
| 29 marca 1943        | „William Pierce Frye” | Stany Zjednoczone | 7176        | zatopiony     |
| RAZEM                | RAZEM                 | zatopione:        | zatopione:  | 4             |
| RAZEM                | RAZEM                 | uszkodzone:       | uszkodzone: | 1             |